# 小笠原信成
小笠原 信成（おがさわら のぶなり）は、越前勝山藩の第3代藩主。信嶺系小笠原家5代。

## 生涯
宝永2年（1705年）5月12日、旗本・酒井忠隆（酒井忠次の曾孫）の四男として江戸で生まれる。享保5年（1720年）7月4日、越前勝山藩第2代藩主・小笠原信辰の養子となり、享保6年（1721年）4月25日に信辰が隠居したため家督を継いだ。
享保9年（1724年）、享保12年（1727年）に大坂加番に任じられ、享保11年（1726年）に火山性地震で領内に大被害を受けるなど、出費が重なって藩財政は悪化した。享保15年（1730年）2月に再び大坂加番に任じられたが、病気に倒れて赴任できないまま死去した。享年26。
実子がなかったため、末期養子となった信胤が跡を継いだ。

## 系譜

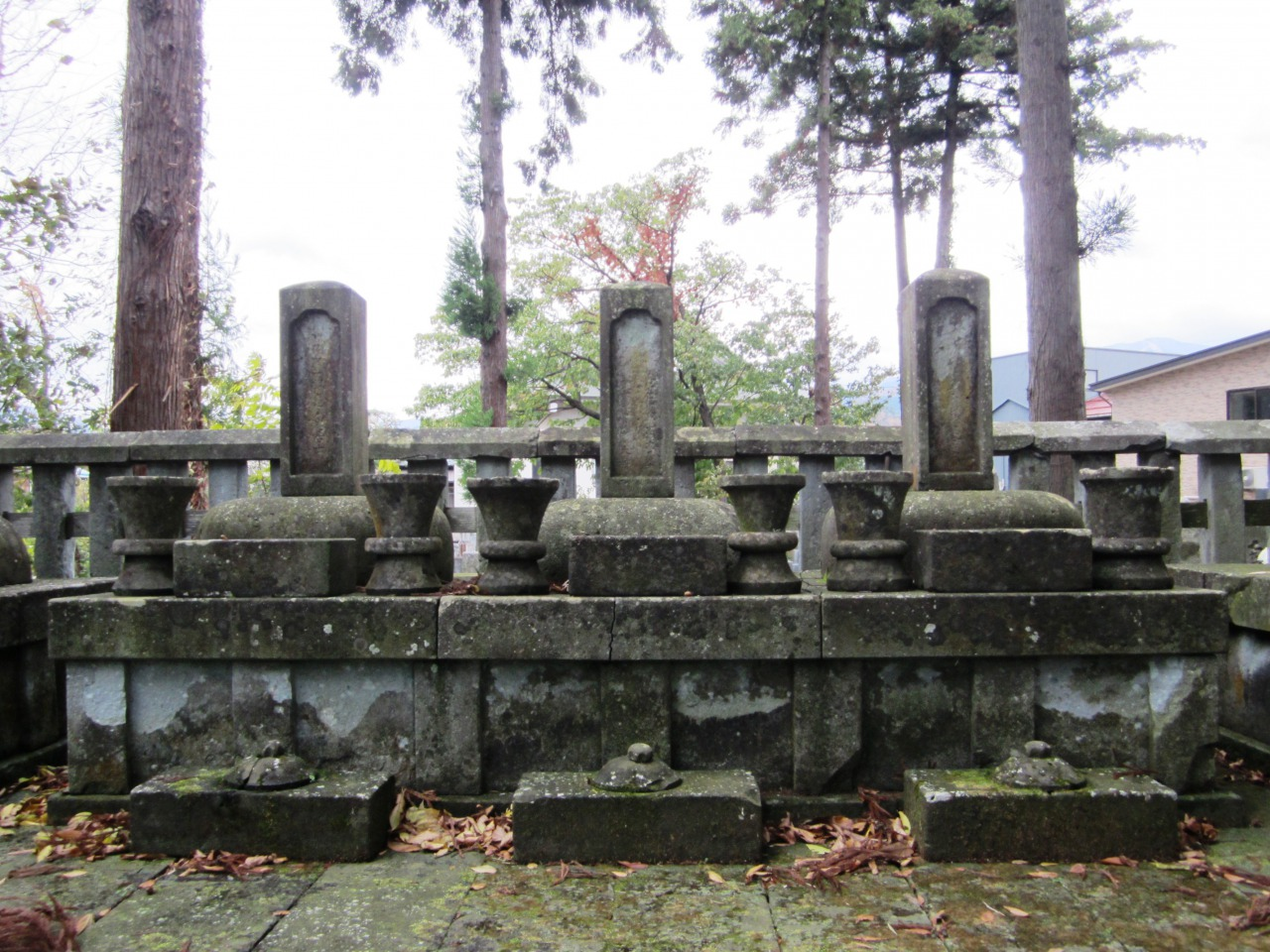
開善寺の墓（中央）。左は信辰、右は信胤の墓。

父母
- 酒井忠隆（実父）
- 小笠原信辰（養父）

正室
- 小笠原信辰の娘

養子
- 小笠原信胤 ー 本多忠統の次男